# Hans Hummel

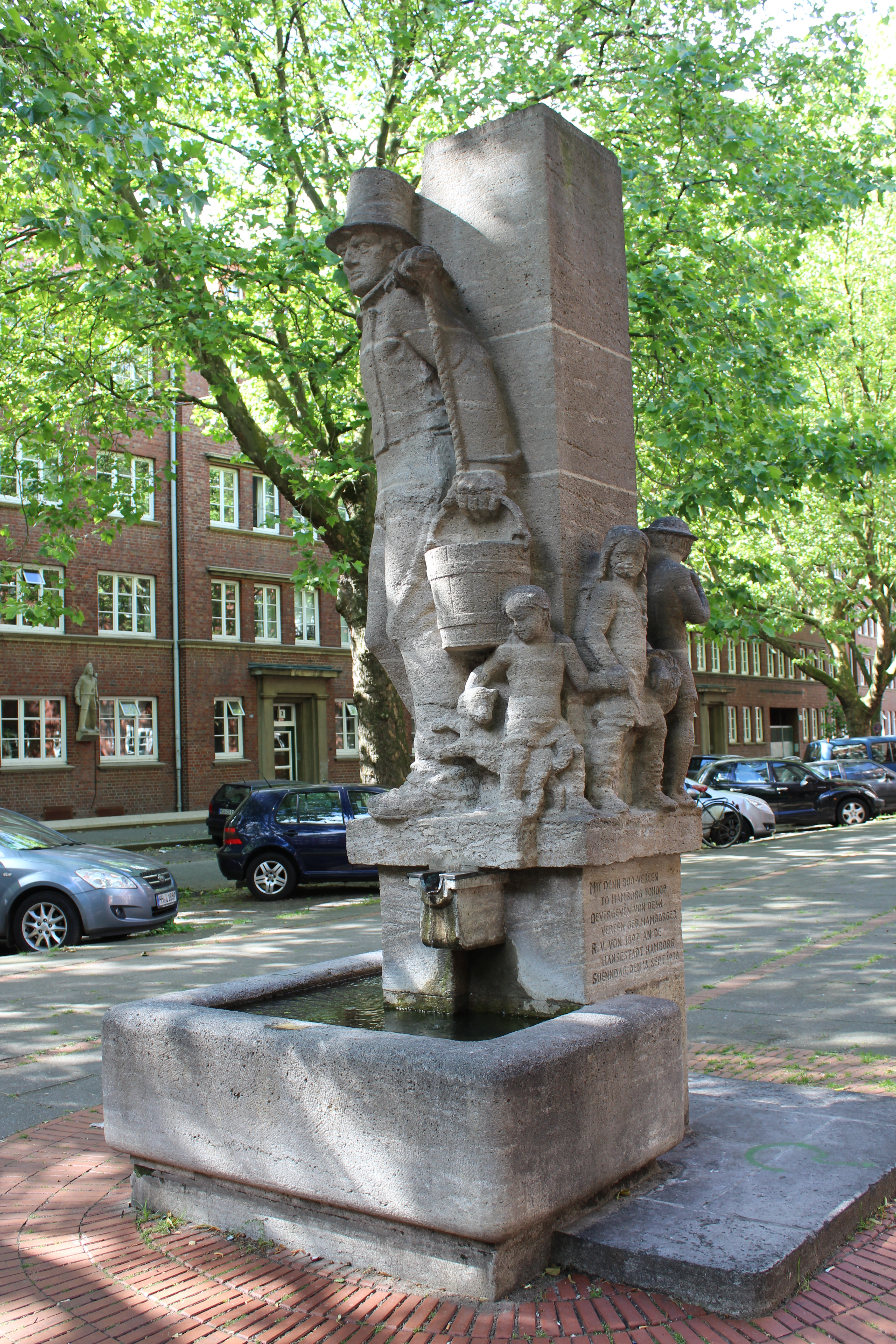
Hummelbrunnen von Richard Kuöhl in der Hamburger Neustadt

Hans Hummel, bürgerlicher Name Johann Wilhelm Bentz, (* 21. Januar 1787 in Hamburg; † 15. März 1854) war ein Wasserträger in der Hamburger Neustadt und gilt als Schöpfer des Hamburger Grußes „Hummel, Hummel – Mors, Mors“. Er wird daher noch heute als bekanntester Vertreter alter Hamburger Originale angesehen.

## Leben
Bentz, ein missmutiger Mensch, wurde der Überlieferung nach von Kindern geneckt, indem sie ihn beim Spottnamen „Hummel, Hummel“ riefen, worauf er mit „Mors, Mors“ antwortete, einer Kurzform des niederdeutschen Ausspruchs „Klei mi an’n Mors“ („Fass(t) mir doch an den Arsch“ im Sinne von „Ihr könnt mich mal...“).
In Kombination mit „Hans“ – der Kurzform seines Vornamens „Johann(es)“ – wurde er unter seinem Spitznamen Hans Hummel bekannt. Zur Herkunft des Spottnamens Hummel gibt es mehrere Erklärungen:
- Der Spottname wird auf den Stadtsoldaten Daniel Christian Hummel aus der Franzosenzeit zurückgeführt, der wegen seiner Kriegserzählungen bei den Straßenkindern der Hamburger Neustadt sehr beliebt war. Nach dessen Tod zog Bentz in dessen Wohnung, woraufhin der Rufname seines Wohnungsvorgängers auf Bentz als Spitzname überging.[1]
- Andererseits wird vermutet, dass sich der Name von der norddeutschen Bezeichnung „Griephummer“[2] oder kurz „Hummer“ ableitet, dem Spottnamen der ebenfalls „greifenden“ Gerichtsdiener; „Hummer“ wurde dann sprachlich zu „Hummel“ verschliffen.[3]

Als 1848 die Stadtwasserkunst in Hamburg-Rothenburgsort den Betrieb aufnahm, wurde Bentz arbeitslos. 1854 starb er und wurde auf Armenhauskosten auf dem Dammtorfriedhof begraben.

## Denkmäler

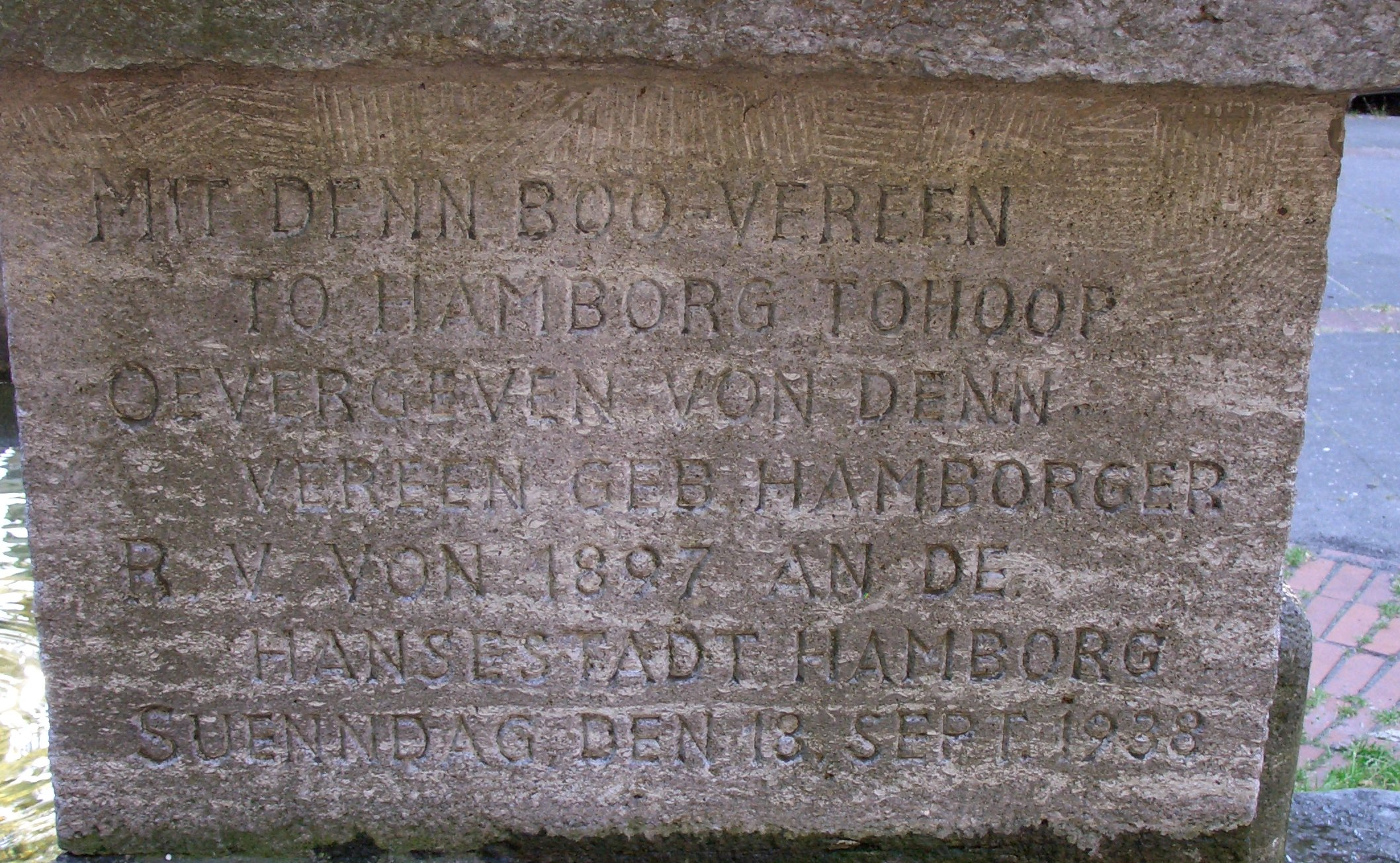
Inschrift auf dem Hummelbrunnen

Darstellungen von Hans Hummel, üblicherweise mit einer dunklen Tracht und Zylinderhut versehen und das Tragejoch mit zwei Wassereimern auf der Schulter tragend, sind an verschiedenen Stellen Hamburgs wiederzuentdecken. So zeigen ihn beispielsweise die Hamburger Wasserwerke auf ihren Wagen.
Auf einem Platz am Rademachergang in der Neustadt, der im Rahmen der Abrisssanierungen der Gängeviertel 1933 bis 1937 mit neuen Wohnblöcken bebaut wurde, ließ der Verein geborener Hamburger im Jahre 1938 ein Brunnendenkmal des Wasserträgers, erstellt von Bildhauer Richard Kuöhl, mit folgender Inschrift aufstellen:

„MIT DENN BOO-VEREEN
TO HAMBORG TOHOOP
OEVERGEVEN VON DENN
VEREEN GEB. HAMBORGER
R.V. VON 1897 AN DE
HANSESTADT HAMBORG
SUENNDAG DEN 13. SEPT. 1938

(hochdt. ‚Zusammen mit dem Bauverein zu Hamburg übergeben vom Verein geborener Hamburger RV von 1897 an die Hansestadt Hamburg am Sonntag, dem 13. Sept. 1938‘)“

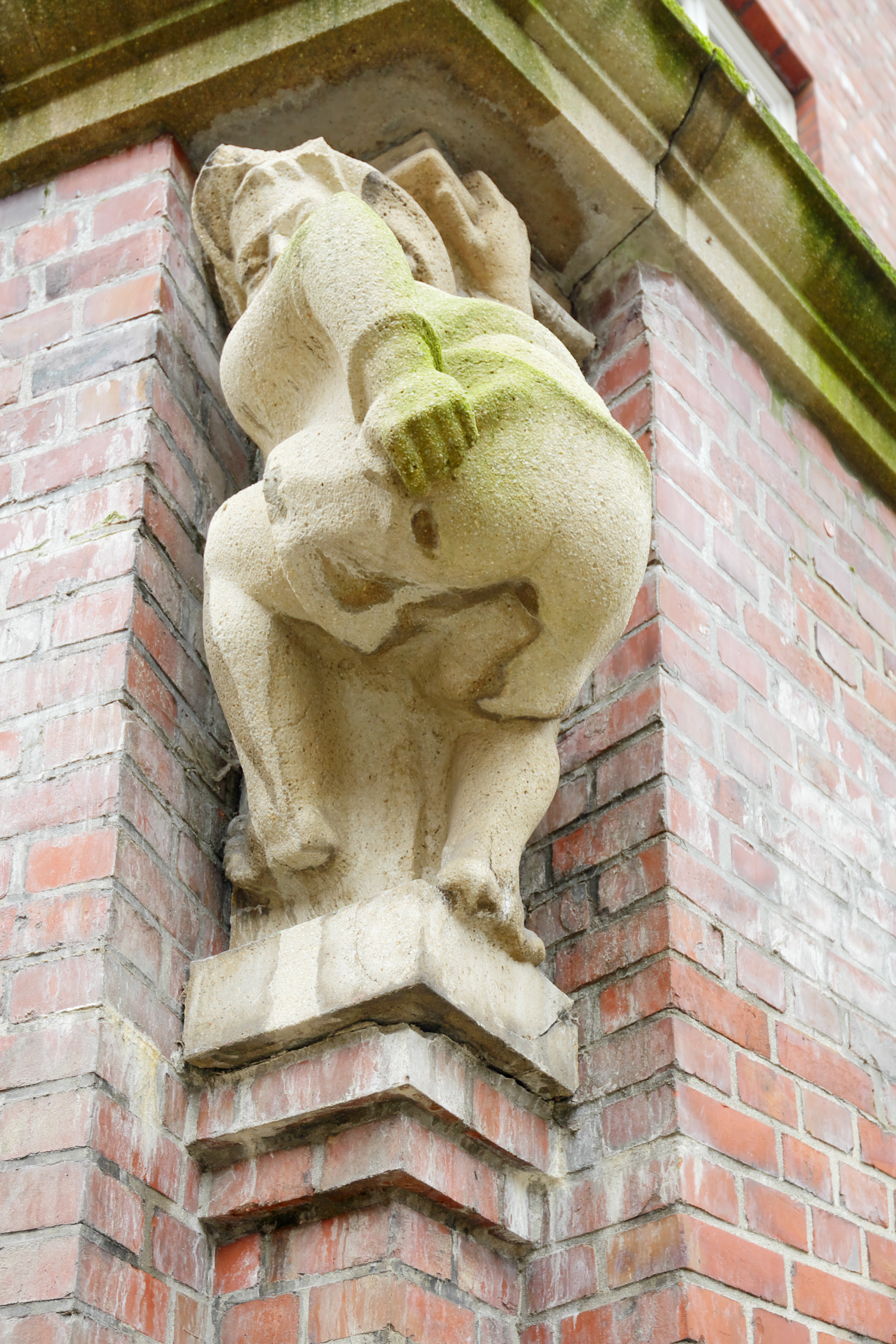
Kinderskulptur vom Bildhauer Richard Kuöhl am Memel-Haus (Ecke Rademachergang/Breiter Gang)

Hummel steht dort an einer Säule, hinter der sich ihm zurufende Kinder verstecken. Eine weitere Kinderskulptur findet sich am Memel-Haus (Ecke Rademachergang/Breiter Gang) der Allgemeinen Deutschen Schiffszimmerer-Genossenschaft. Dort streckt ein Junge dem Brunnen sein Hinterteil zu.
Ein älterer Brunnen – Hummel als Wasserspender auf einer Säule stehend – entstand auf dem Gelände des Krankenhauses in Barmbek.
In der Stadt Bad Lauterberg im Harz ist ebenfalls ein Hummel-Denkmal zu finden: in der Hauptstraße 79 befindet sich das sog. Hummel-Haus. An dessen Fassade gibt es eine Plastik mit der Figur des Hamburger Wasserträgers.

## Skulpturenparade

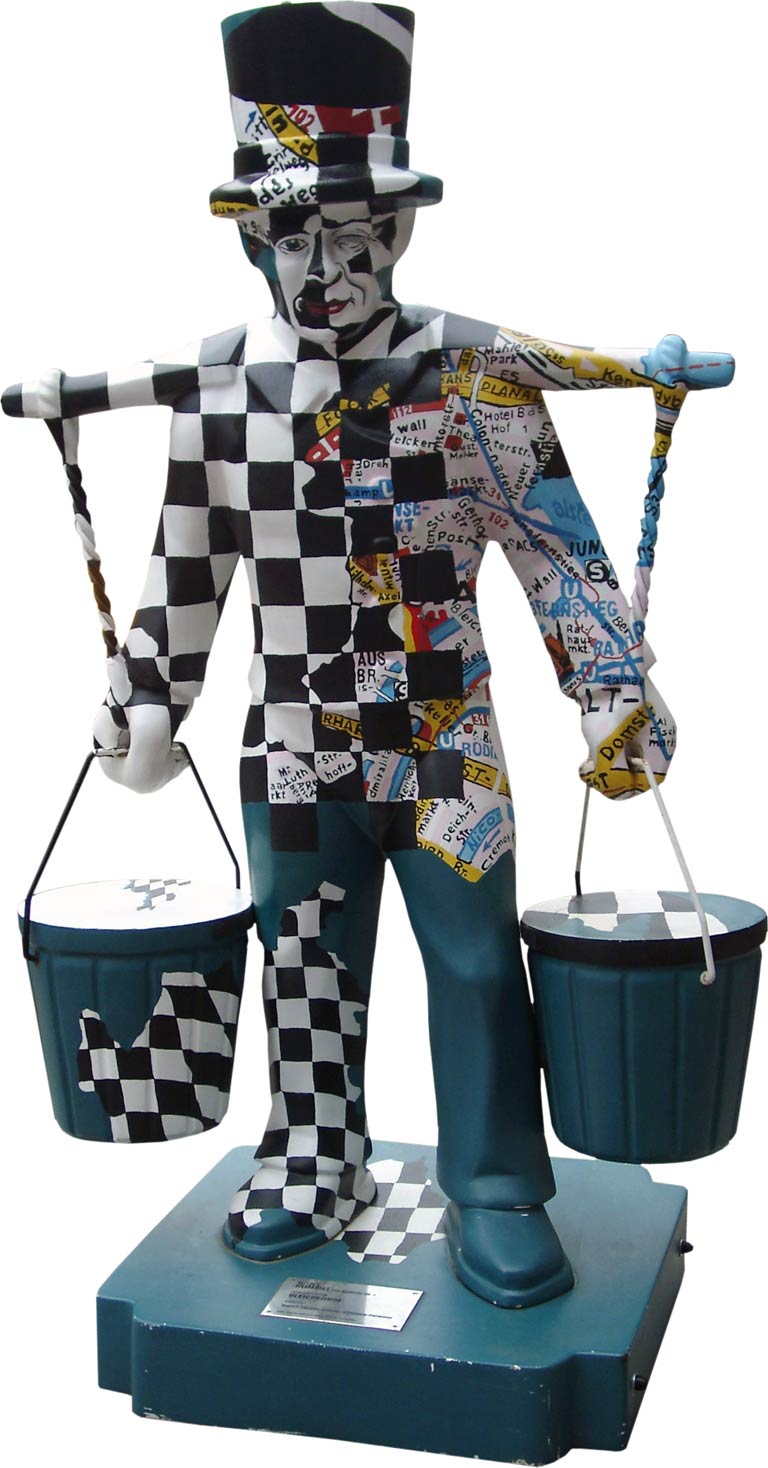
Hans Hummel Nr. 4
Pate: Bleichenhof
Künstler: Rudolf-Steiner-Schule, Hamburg-Farmsen

Als ursprünglich bis Oktober 2004 befristete Aktion wurden 2003 in der Hamburger Innenstadt über einhundert Figuren des Wasserträgers aus glasfaserverstärktem Kunststoff aufgestellt. Damit wurde eine Idee kopiert, die erstmals 1998 in der Kuh-Kultur in Zürich, danach mit den Buddy Bären in Berlin und später in den sogenannten Tierparaden in anderen Städten umgesetzt wurde.
Die einzelnen Figuren wurden, im Wesentlichen gesponsert durch Einzelhändler, von Künstlern wie Jette Joop individuell bemalt. Die Aktion dauerte aufgrund des großen Zuspruchs der Hamburger Bevölkerung und der Touristen jedoch länger als ursprünglich geplant. Am 23. Juni 2006 wurden die Figuren zugunsten von „Ein Dach für Obdachlose“ versteigert und erbrachten 343.000 Euro. Sie befinden sich jetzt in Privatbesitz; einige sind aber weiterhin für die Öffentlichkeit zugänglich, z. B. vor einer Seniorenresidenz in Hamburg-Rahlstedt, der Baugenossenschaft in der Bargteheider Straße oder dem Panoptikum auf St. Pauli.